# Despair Rocks
Die Despair Rocks (englisch, spanisch Rocas Desesperación, jeweils übersetzbar mit Verzweiflungsfelsen) sind eine Gruppe von Klippen im Archipel der Südlichen Orkneyinseln. Sie liegen 3 km südlich der Melsom Rocks und 12 km westsüdwestlich des Penguin Point, der nordwestlichen Spitze von Coronation Island.
Der US-amerikanische Robbenfängerkapitän Nathaniel Palmer und sein britisches Pendant George Powell entdeckten die Klippen im Dezember 1821 während ihrer gemeinsamen Erkundungsfahrt zu den Südlichen Orkneyinseln. Der weitere Benennungshintergrund ist nicht überliefert.